# Георг Фридрих I (Бранденбург-Ансбах-Кулмбах)
Георг Фридрих I Стари (на немски: Georg Friedrich I der Ältere; * 5 април 1539, Ансбах; † 25 април 1603, Ансбах) e от 1543 до 1603 г. маркграф на Княжество Бранденбург-Ансбах и херцог на Йегерндорф в Силезия, от 1557 до 1603 г. маркграф на Княжество Бранденбург-Кулмбах и от 1577 до 1603 г. администратор на Херцогство Прусия.

## Живот
Георг Фридрих е единственият син на ансбахския маркграф Георг (1484 – 1543) и третата му съпруга Емилия Саксонска (1516 – 1591), дъщеря на Хайнрих Благочестиви.
След ранната смърт на баща му през 1543 г. майка му поема възпитанието на петгодишния Георг Фридрих. Неговият братовчед Албрехт Алкибиадес като опекун управлява неговите собствености.
През 1558 г. Георг Фридрих се жени за Елизабет (1540 – 1578), дъщеря на маркграф Йохан от Бранденбург-Кюстрин и Катарина от Брауншвайг-Волфенбютел (1518 – 1574). Тя умира през 1578 г. на път за Австрия. След една година той се жени през 1579 г. за София фон Брауншвайг-Люнебург (1563 – 1639), дъщеря на Вилхелм фон Брауншвайг-Люнебург.
Когато Георг Фридрих през 1603 г. умира без мъжки потомци, изчезва клонът Ансбах-Йегерндорф на франкските Хоенцолерни. Още през 1598 г. той урежда с договор последничеството в неговото княжество.
Георг Фридрих е погребан в манастир Хайлсброн, гробницата на франкските Хоенцолерни.